# Zećira Mušović
Zećira Mušović, född 26 maj 1996 i Falun, är en svensk professionell fotbollsmålvakt som spelar som målvakt för FA Women's Super League-klubben Chelsea och Sveriges landslag sedan 2018. År 2024 har hon även släppt ett sommarprat.

## Biografi

### Uppväxt
Mušović föddes i Falun, Sverige 1996 i en familj av bosniakisk härkomst. Hennes familj hade tidigare bott i staden Prijepolje i Jugoslavien. 1992 flydde hennes föräldrar och tre äldre syskon till Sverige för att komma bort från de jugoslaviska krigen. De bosatte sig i Skåne, där Mušović gick med i Stattena IF, en fotbollsklubb i Helsingborg.
Hon har en äldre bror och två äldre systrar. Hon beskriver sin bror som sin förebild och började spela fotboll tack vare honom.

### Klubbkarriär

#### Stattena
Mušović började spela fotboll för Stattena IF som nioåring. Hon gjordes till åtlöje av dem som tyckte att tjejer inte borde spela fotboll och fick frågan när hon skulle sluta. Hon började spela som målvakt vid 12 års ålder. Hon tillbringade två säsonger med klubbens seniora damlag i division 2 2011 och 2012, och hjälpte klubben att säkra uppflyttning i den senare turneringen.

#### FC Rosengård
Inför säsongen 2013 värvades hon av allsvenska FC Rosengård. Den 12 juni 2013 debuterade Mušović i Damallsvenskan i en 2–2-match mot Tyresö FF, där hon byttes in i slutet av matchen mot skadade Þóra Helgadóttir. Under sina två första säsonger i klubben spelade hon totalt fyra matcher i Damallsvenskan. I maj 2015 skrev Mušović på sitt första seniorkontrakt med klubben, ett 2,5-årskontrakt. Säsongen 2015 spelade hon totalt 16 seriematcher. Säsongen 2016 började dåligt för Mušović som skadade sig i en landskamp med U23-landslaget och fick en spricka i underarmen. Hon spelade dock ändå 13 matcher i Damallsvenskan under säsongen.
I oktober 2017 förlängde Mušović sitt kontrakt med FC Rosengård till och med säsongen 2020.

#### Chelsea
Den 18 december 2020 värvades Mušović av Chelsea, där hon skrev på ett 2,5-årskontrakt. Den 7 februari 2023 förlängdes kontraktet till sommaren 2025.

## Landslagskarriär
Mušović var lagkapten för Sverige under 19 till U19-Europamästerskapet i fotboll för damer 2015.
Trots att hon förlorat sin position som förstahandsval på klubbnivå, kallades Mušović upp av Sveriges tillträdande landslagstränare Peter Gerhardsson till det inledande  FIFA-VM-kvalet 2019.
Mušović deltog i flera matcher som icke-spelande avbytare, vann sedan sin första seniorlandskamp i mars 2018, och säkrade en debut på nollan i en 3–0-seger över Ryssland i Algarve Cup 2018.
Mušović hade ett svårt andra framträdande för Sverige, när hon ersatte Hedvig Lindahl i en träningsmatch mot Italien i oktober 2018. Ett fel hon gjorde medförde att Italiens Daniela Sabatino gjorde matchens enda mål. I maj 2019 var hon en av tre målvakter som Sverige valde ut till fotbolls-VM 2019, tillsammans med Lindahl och Jennifer Falk. Hon spelade inte under världscupen och fortsatte under sina första år med landslaget att kämpa för att få starter, särskilt under stora turneringar.
Mušović var en del av den svenska truppen till Olympiska sommarspelen 2020, där Sverige till slut nådde finalen och förlorade mot Kanada. Hon var inte på planen under turneringen, men kritiserade offentligt finalens inledande schemaläggning, vilket resulterade i att den flyttades för att klara höga temperaturer i Tokyo vid den tiden.

### Fotbolls-VM 2023
VM-premiären skedde 2023 mot Sydafrika (2–1). Inför samma VM var det in i det sista oklart om Mušović eller Jennifer Falk skulle betraktas som lagets förste målvakt, efter att tränaren Peter Gerhardsson och Hedvig Lindahl meddelat den senares utträde ur landslaget.
Den 13 juni 2023 ingick Mušović i Sveriges trupp på 23 spelare till fotbolls-VM 2023. Med Lindahl borta stod valet som startmålvakt mellan henne och Falk, med Mušović som slutligen fick ta sig an uppgiften. Hon spelade lagets två första matcher i grupp G, med segrar över Sydafrika och Italien. I åttondelsmatchen mot USA gjorde hon 11 räddningar; USA gjorde inte ett enda mål under ordinarie eller förlängning. Mušović slog rekordet för flest räddningar av en målvakt som har hållit nollan i en VM-match.
Sverige gick till slut vidare till kvartsfinalen efter en seger i straffläggning med 5–4, och Mušović utsågs till matchens spelare, och betraktades allmänt som den främsta anledningen till att hennes lag hade avancerat. Matchen höjde hennes internationella profil markant. Sverige fortsatte med att slå favoriten Japan i kvartsfinalen. En förlust mot Spanien i semifinalen skickade dem till tredje plats-matchen, där Mušović höll nollan i en 2–0-seger över värdarna Australien, och säkrade hennes andra bronsmedalj.

## I kulturen
I augusti 2023, i samband med fotbolls-VM, utkom en barnbok om Mušović skriven av Anja Gatu.
Den 10 juli 2024 sommarpratade Mušovic i radions P1. 

## Familj
Mušović har sedan slutet av 2010-talet ett förhållande med den svenska professionella ishockeyspelaren Alen Bibić.
2018 avlade Mušović en examen i ekonomi från Lunds universitet. Hennes äldre bror Huso Mušović var själv fotbollsspelare i lägre divisioner.
Mušović har en personlig blogg på sin egen webbplats. Hon har fasta politiska åsikter och utmanade två av sina kontakter i sociala medier om deras stöd för Sverigedemokraterna vid riksdagsvalet 2018.

## Karriärstatistik

### Landslag
| Landslag | År     | Matcher | Mål |
| -------- | ------ | ------- | --- |
| Sverige  | 2018   | 2       | 0   |
| Sverige  | 2019   | 0       | 0   |
| Sverige  | 2020   | 2       | 0   |
| Sverige  | 2021   | 1       | 0   |
| Sverige  | 2022   | 3       | 0   |
| Sverige  | 2023   | 11      | 0   |
| Sverige  | 2024   | 3       | 0   |
| Totalt   | Totalt | 22      | 0   |

## Meriter
FC Rosengård
- Damallsvenskan: 2013, 2014, 2015
- Svenska cupen: 2016, 2017, 2018
- Svenska Supercupen: 2015, 2016

Chelsea
- FA Women's Super League: 2020–21, 2021–22, 2022–23, 2023–24
- FA Women's League Cup: 2020–21
- FA Women's Cup: 2021–22, 2022–23

Sverige
- FIFA Women's World Cup Tredje plats: 2019, 2023
- Olympiska sommarspelen Andra plats: 2020[24]
- Algarve Cup: 2018, 2022